# Marcos Bolados
Marcos Nikolás Bolados Hidalgo (ur. 28 lutego 1996 w Antofagaście) – chilijski piłkarz występujący na pozycji prawego skrzydłowego lub napastnika, reprezentant Chile, od 2019 roku zawodnik Colo-Colo.